# Galbeni (gmina Nicolae Bălcescu)
Galbeni – wieś w Rumunii, w okręgu Bacău, w gminie Nicolae Bălcescu. W 2011 roku liczyła 1113 mieszkańców.